# Zofia Sykulska-Szancerowa
Zofia Szancerowa, właśc. Zofia Sykulska-Szancerowa (ur. 26 lutego 1913, zm. 21 września 2008 w Warszawie) – polska aktorka teatralna i filmowa, piosenkarka. 

## Życiorys
W teatrze debiutowała w 1934. W okresie wojny, w latach 40. XX wieku występowała w jawnym Teatrze Komedia, występowała również w teatrzyku Na Antresoli w Warszawie (1943). Następnie związana z Teatrem im. Słowackiego w Krakowie (1945), w późniejszych latach na stałe związała się ze scenami warszawskimi.
Była żoną grafika Jana Marcina Szancera. Pochowana na Cmentarzu Wojskowym na Powązkach w Warszawie (kwatera A33-2-11).

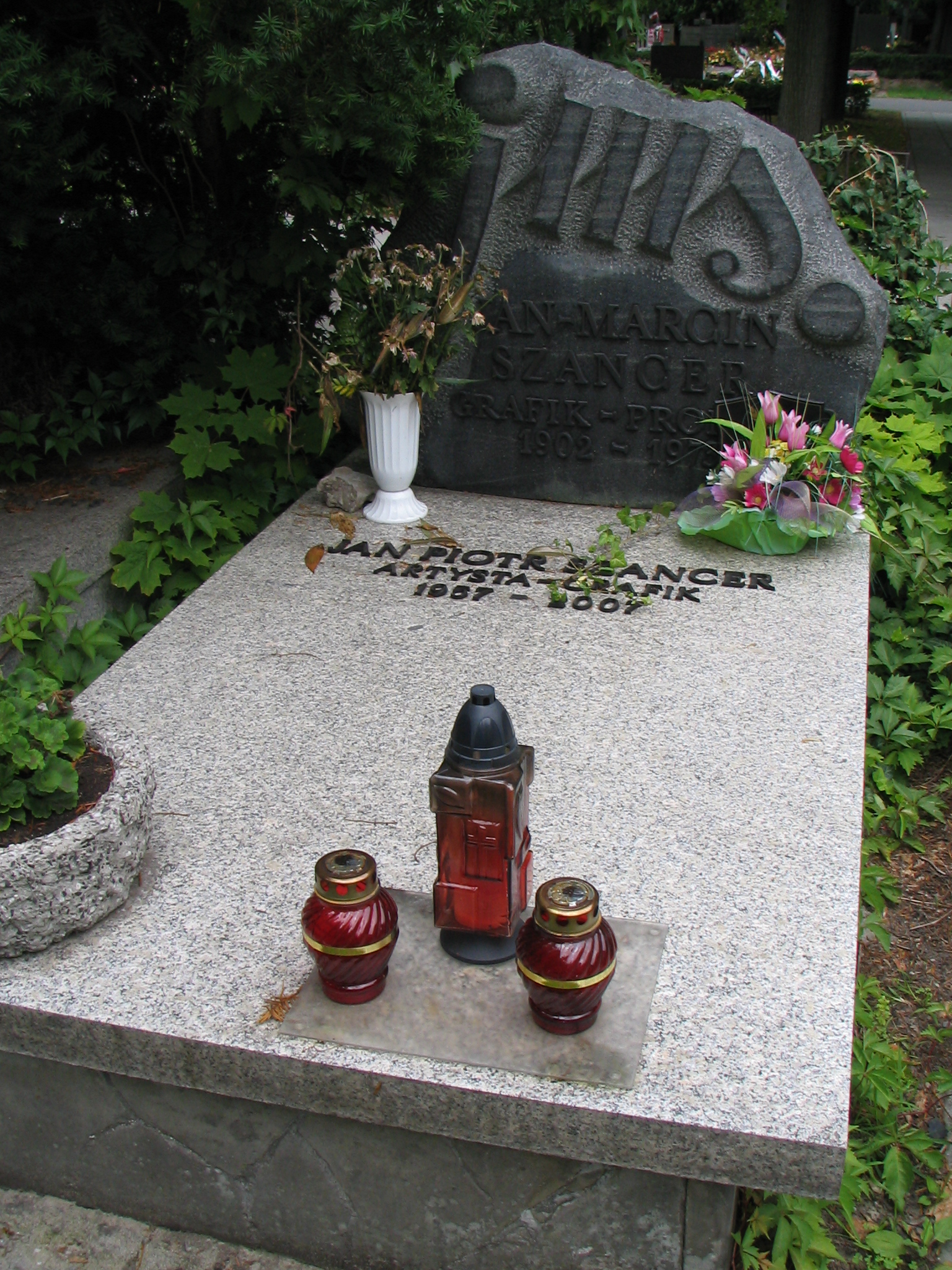
Grób Jana Marcina Szancera i Zofii Sykulskiej na Cmentarzu Wojskowym na Powązkach w Warszawie

## Filmografia
- 1956: Nikodem Dyzma, reż. Jan Rybkowski
- 1959: Awantura o Basię, reż. Maria Kaniewska – Doktorowa Leontyna
- 1974: Czterdziestolatek (odc. 13 i 17), reż. Jerzy Gruza – Maria, sekretarka ministra Zawodnego
- 1975: Kazimierz Wielki, reż. Ewa Petelska i Czesław Petelski
- 1976: Motylem jestem, czyli romans 40-latka, reż. Jerzy Gruza – Maria, sekretarka ministra Zawodnego
- 1976: Zginął pies, reż. Zofia Ołdak – przyjaciółka babci
- 1977: Polskie drogi (odc. 10), reż. Janusz Morgenstern – zakonnica w ochronce
- 1978: Zielona miłość (odc. 1), reż. Stanisław Jędryka – pacjentka w szpitalu
- 1978: Znak zodiaku, reż. Gerard Zaleski – matka Teresy
- 1978: Życie na gorąco (odc. 6), reż. Andrzej Konic – właścicielka domu publicznego